# Extruzom
Extruzom je organela (v podstatě typ vezikulu) nacházející se v buňkách některých eukaryotických organismů, zejména různých prvoků, která slouží k vystřelování či vymršťování určitých struktur z těla ven. Mají je někteří bičíkovci, někteří aktinopodi (zastaralé taxony) a také nálevníci. Některé typy extruzomů se podobají knidocystám žahavců (Cnidaria).

## Obecné fungování
Mechanismus vymrštění obsahu extrozomů v některých případech není zcela objasněn. V případech kdy je, je mechanismus napříč eukaryotickou doménou velice rozmanitý. Obecně je však mechanismem exocytóza. Vymrštění způsobí mechanické, chemické nebo elektrické podráždění a výsledek se dostaví za čas menší než jedna sekunda.
Extruzomy bývají umístěny v kortexu buňky. Nejlépe známé jsou trichocysty u prvoka trepka (Paramecium). Funkce je často nejasná, ale mnohé slouží k lovu a k obraně.

## Druhy extruzomů
Známe asi dvanáct různých typů extruzomů, odlišitelných na základě mechanismu vymrštění.
- Diskobolocysta (kulovité tělísko s diskovitým prstencem)
- Ejektizom (spirálovitě svinutá páska)
- Epixenozom (mimobuněčný útvar tvořený svinutou páskou, rozvine se a opět svine)
- Haptocysta (lahvicovitý útvar se složitou stavbou)
- Kinetocysta (centrální část tohoto složeného útvaru je obalená prstencem)
- Hlenovité tělísko (vak naplněný neuspořádanou hmotou)
- Mukocysta (tzv. parakrystalinní tělísko)
- Nematocysta (kapsule se svinutou trubicí uvnitř)
- Rabdocysta (tyčinka fungující jako otrávený šíp z foukací trubičky)
- Vřetenovitá trichocysta (parakrystalinní útvar, který se bleskově rozvine do sítě filament)
- Toxicysta (kapsule s vchlípenou trubicí, sekrece jedovatých látek)